# Shahrestān-e Varzaqān
Shahrestān-e Varzaqān (persiska: شهرستان ورزقان, ورزقان) är en delprovins (shahrestan) i Iran.   Den ligger i provinsen Östazarbaijan, i den nordvästra delen av landet, 500 km nordväst om huvudstaden Teheran.
Delprovinsen hade 52 650 invånare 2016.